# Phelsuma sundbergi
Phelsuma sundbergi este o specie de șopârle din genul Phelsuma, familia Gekkonidae, descrisă de Rendahl 1939. A fost clasificată de IUCN ca specie cu risc scăzut.

## Subspecii
Această specie cuprinde următoarele subspecii:
- P. s. sundbergi
- P. s. ladiguensis
- P. s. longinsulae

## Galerie

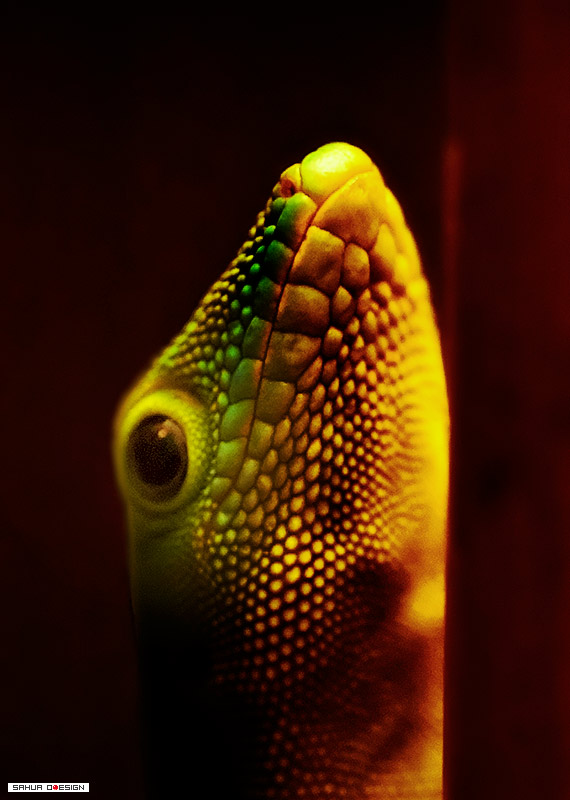